# Glyceria latispica
Glyceria latispica là một loài thực vật có hoa trong họ Hòa thảo. Loài này được (F.Muell.) F.Muell. mô tả khoa học đầu tiên năm 1873.